# Scotocyma manusensis
Scotocyma manusensis är en fjärilsart som beskrevs av Louis Beethoven Prout 1940. Scotocyma manusensis ingår i släktet Scotocyma och familjen mätare. Inga underarter finns listade.